# 遺体安置室 -死霊のめざめ-
『遺体安置室 －死霊のめざめ－』（原題: Mortuary）は、アメリカ合衆国の映画。

## あらすじ
夫を亡くしたレスリーは、葬儀屋を開業するため、家族でカルフォルニアの田舎町に建つ、かつて葬儀屋だった古い屋敷に引っ越してきた。屋敷の地下室で割れたガラスで手を切ってしまったレスリーは、床に血を数滴滴らせてしまうが、床の排水溝からカビのような黒い粘液が一瞬のうちに伸びて血痕を吸った事には気付かなかった。
レスリーの息子ジョナサンは町のダイナーでアルバイトを始めるが、そこで仲良くなった同僚で店主リタの姪リズとゲイのグレイディから、50年前に屋敷の住人がボビーという奇形の息子を虐待していた事、後にボビーは行方不明になり、その10年後両親が殺害された事、町ではボビーは今でも生きていて屋敷の地下に潜んでいるといわれている事を聞く。
その頃夜な夜な屋敷の墓地に忍び込んでいた町の不良グループ（ティナ・サラ・カル）が、地下墓地に入り込み、そこで何者かに襲われ行方不明になる。
翌日不良たちを捜索しに来たハウエル保安官も地下墓地で襲われ姿を消し、数日後ダイナーに尋常ではない様子で現れたサラとカルは、リタに口から真っ黒な液体を吐きかけ姿を消す。
その夜リズとグレイディを夕食に招待したジョナサンだが、すでにレスリーは仕事中に死体の脱血作業を誤り大量に血液を排水溝に流してしまった事で、血に呼び寄せられた黒カビが操る死体とカビに取り込まれた保安官に襲われ、黒い液体を吹きかけられておかしくなっていたのだった。
襲ってきた母親を振り切ったジョナサンは妹のジェイミーと、リズ、グレイディと屋敷の外へ逃げ出すが、突如現れたボビーに追い立てられ、地下墓地へ避難する。そこで逃げ延びていたティナからボビーが血を黒カビの肥料にしており、サラとカルはボビーに地下の井戸に突き落とされおかしくなったという話を聞く。
地下墓地で保安官に襲われ、再び屋敷に戻って立てこもろうとするジョナサンたちだが、すでに屋敷は黒いカビに覆われつつあり、棺桶からカビに操られた死体が続々と動き初めていたのだった。
ティナも傷口や口からカビが侵入しておかしくなるが、暴れた際に偶然塩を頭から被って消滅してしまい、塩が黒カビの弱点と判明する。
一方一人で隠れていたジェイミーだったが、ボビーは実は引っ越し当初からジェイミーを見初め気に入っていた為、住処に連れ去ってしまう。ボビーはジェイミーをあやすかのような行動をとるが拒絶されてしまう。結局黒カビに操られた人間たちに強要され、ジェイミーは黒いものが蠢く井戸に投げ込まれそうになるが、グレイディを失うも間一髪のところで駆けつけたジョナサンたちの塩攻撃で出来た隙に、ボビーがジェイミーをジョナサンに投げ渡す。そして身代わりにボビーは井戸から伸びた触手につかまれ中へ吸い込まれていく。
塩を井戸に投げ込み、地響きの中辛くも地下から抜け出したジョナサン達。屋敷の外で安堵し倒れこむが…。

## キャスト
役名、俳優、日本語吹替。
- ジョナサン・ドイル - ダン・バード（浅沼晋太郎）
- レスリー・ドイル - デニーズ・クロスビー（野沢由香里）
- ジェイミー・ドイル - ステファニー・パットン（釘宮理恵）
- リズ - アレクサンドラ・アディ（園崎未恵）
- グレイディ - ロッキー・マークエット（天田真人）
- リタ - リー・ガーリントン（一城みゆ希）
- ティナ - コートニー・ペルドン（恒松あゆみ）
- サラ - タラ・ペイジ（山下亜矢香）
- カル - バグ・ホール（板倉光隆）
- グレン・ハウエル保安官 - マイケル・シャムス・ウイレス（金子由之）
- Mr.バーストウ - アダム・ギーラッシュ
- その他の日本語吹替 - 三浦潤也、酒井敬幸、悠渚佳代